# Le Procès de Marie Kellermann
Pour les articles homonymes, voir Hokuspokus.
Pour plus de détails, voir Fiche technique et Distribution.
Le Procès de Marie Kellermann (titre original : Hokuspokus) est un film de procès allemand réalisé par Gustav Ucicky, sorti en 1930.
Cette première adaptation de la pièce de Curt Goetz fit en même temps l'objet d'une réalisation en langue anglaise The Temporary Widow.

## Synopsis
Kitty Kellermann est accusée du meurtre de son mari, le peintre maudit Paul, pendant une croisière. Mais le mystérieux Peter Bille avoue le crime puis s'enfuit. Le procès tourne à la farce, car il ne peut pas y avoir de victime s'il n'y a pas de meurtrier.

## Fiche technique
- Titre original : Hokuspokus
- Titre français : Le Procès de Marie Kellermann[1]
- Réalisation : Gustav Ucicky
- Scénario : Karl Hartl, Walter Reisch
- Photographie : Carl Hoffmann
- Musique : Willy Schmidt-Gentner, Robert Stolz
- Direction artistique : Robert Herlth, Walter Röhrig
- Son : Gerhard Goldbaum
- Production : Erich Pommer
- Sociétés de production : UFA
- Société de distribution : UFA
- Pays de production :  République de Weimar
- Langue : allemand
- Format : Noir et blanc - 1,20:1 - Mono - 35 mm
- Genre : Comédie
- Durée : 83 minutes (1 h 23)
- Dates de sortie :
  - République de Weimar : 11 juillet 1930.
  - France : 24 août 1933[1].

## Distribution
- Willy Fritsch : Peter Bille
- Lilian Harvey : Kitty Kellermann
- Oskar Homolka : le juge Grandt
- Gustaf Gründgens : Maître Wilke
- Otto Wallburg : Maître Schüler
- Fritz Schmuck : le juge assesseur Hartmann
- Ferdinand von Alten : le juge assesseur Lindborg
- Harry Holm : le greffier Kolbe
- Rudolf Biebrach : Morchen, témoin sur le bateau
- Ruth Albu : Anny Sedal, femme de ménage
- Paul Biensfeldt : John le valet
- Erich Kestin : le jeune huissier
- Ernst Behmer : le vieil huissier
- Johannes Roth : le tailleur
- Adolf Schröder : le soldat de garde
- Kurt Lilien : Kulicke
- Wilhelm Bendow : le reporter